# Абрамович Леонід Іванович
Леоні́д Іва́нович Абрамо́вич (1886-1920) — український державний діяч, міністр внутрішніх справ часів Директорії УНР (з 10 по 14 грудня 1918 р.).

## З життєпису
Народився 1886 року.
Обіймав посаду секретаря Московського окружного суду. Наказом по відомству Міністерства юстиції Тимчасового уряду 3 серпня 1917 року призначений членом Житомирського окружного суду з адміністративних справ. 15 вересня Центральна Рада доручає очолити Адміністративно-політичний відділ (згодом департамент) Генерального секретарства внутрішніх справ.
15 листопада за пропозицією В. Винниченка, Абрамович дістав посаду товариша (заступника) генерального секретаря внутрішніх справ — разом з І. Красковським і О. Карпинським. Водночас доручили очолити створену Комісію для охорони порядку в Україні (Комісія з охорони краю).
У грудні під його керівництвом розроблено Тимчасове положення про губернських інспекторів міліції, та низку інших відомчих нормативних актів.
Посаду товариша генерального секретаря, згодом товариша народного міністра внутрішніх справ, Абрамович обіймав до приходу до влади гетьмана П. Скоропадським. За Української Держави перебував в опозиції до гетьманського уряду, був членом Українського національного союзу. Після утворення Директорії УНР Абрамович на правах міністра очолив Відділ внутрішніх справ.
Для тимчасового керування справами адміністративного управління на території УНР 10 грудня 1918 року наказом Директорії створено Відділ внутрішніх справ, його завідувачем призначено Абрамовича. На нього поширювалися «права, які належали міністрові внутрішніх справ».
Після відречення гетьмана П. Скоропадського від влади всім губернським комісарам і комендантам розіслали циркуляр за підписами голови Директорії В. Винниченка та завідувача відділу внутрішніх справ Абрамовича: «слідкувати, щоб ніде на місцях не провадилась ні словесно, ні на письмі агітація проти Української Народної Республіки та її державної незалежності».
Коли утворили перший уряд Директорії, 26 грудня 1918, і на посаду народного міністра внутрішніх справ призначили О. Мицюка, його товаришем (заступником) Абрамович. На цій посаді він залишався за всіх наступних міністрів.
На початку літа 1920-го Абрамович захворів на тиф і невдовзі помер.